# Stazione di Ancona Stadio
La stazione di Ancona Stadio è una fermata ferroviaria posta sulla ferrovia Adriatica. È posta nel territorio comunale di Ancona, nelle immediate vicinanze dello stadio del Conero.

## Storia
Venne inaugurata il 15 giugno 2010 nell'ambito del progetto di realizzazione di una metropolitana di superficie.

## Servizi
I treni regionali fermano solo in occasioni speciali legate ad eventi che avvengono nello stadio del Conero. In caso contrario, non vi ferma alcuna tipologia di treno.